# Kemnay (Aberdeenshire)
Pour les articles homonymes, voir Kemnay.
 (février 2024).
Si vous disposez d'ouvrages ou d'articles de référence ou si vous connaissez des sites web de qualité traitant du thème abordé ici, merci de compléter l'article en donnant les références utiles à sa vérifiabilité et en les liant à la section « Notes et références ».
Kemnay est un village situé dans l'Aberdeenshire, en Écosse. situé à 26 km à l'ouest d' Aberdeen dans la région de Garioch.

## Histoire
On pense que le nom du village Kemnay proviendrait des mots celtiques qui signifient « petit escroc dans la rivière » en raison de l'emplacement du village au bord de la rivière Don . Kemnay House est classée par Historic Scotland comme un bâtiment classé de catégorie A.
Le village était desservi par la gare de Kemnay sur le chemin de fer d'Alford Valley de 1859 à 1950. Le tracé à travers le village a été perdu au profit des lotissements.
L'église d'avant la Réforme était dédiée à Sainte Anne. La paroisse a été unie à Craigern en 1500 et toutes deux relevaient de la ville voisine de Kinkell . L'ancienne église a été largement reconstruite en 1632.
L'église paroissiale actuelle date de 1844. L'église d'avant 1844 était de style cruciforme inhabituel, avec un sol en terre à 1 m sous le sol environnant et sujette au gel en hiver. Les deux galeries supérieures étaient accessibles par des rampes en terre situées dans le cimetière. L'église a été agrandie en 1871 par le révérend George Peter de St Cyrus.
Le village a été substantiellement reconstruit après la création de la gare de Kemnay en 1858.
Elle partage son nom avec « Kemnay », une petite communauté du Manitoba , au Canada . Elle est située dans la municipalité rurale de Whitehead, à environ 10 kilomètres à l'ouest de Brandon , sur la RPGC 1A.